# Un camion in salotto
Un camion in salotto (Coast to Coast) è un film del 1980 diretto da Joseph Sargent.